# Municipio de Birchdale
El municipio de Birchdale (en inglés: Birchdale Township) es un municipio ubicado en el condado de Todd en el estado estadounidense de Minnesota. En el año 2010 tenía una población de 856 habitantes y una densidad poblacional de 9,17 personas por km².

## Geografía
El municipio de Birchdale se encuentra ubicado en las coordenadas 45°49′1″N 94°49′59″O / 45.81694, -94.83306. Según la Oficina del Censo de los Estados Unidos, el municipio tiene una superficie total de 93.3 km², de la cual 84,74 km² corresponden a tierra firme y (9,17 %) 8,56 km² es agua.

## Demografía
Según el censo de 2010, había 856 personas residiendo en el municipio de Birchdale. La densidad de población era de 9,17 hab./km². De los 856 habitantes, el municipio de Birchdale estaba compuesto por el 97,78 % blancos, el 0,12 % eran amerindios, el 0,35 % eran asiáticos, el 0,23 % eran de otras razas y el 1,52 % eran de una mezcla de razas. Del total de la población el 0,35 % eran hispanos o latinos de cualquier raza.